# Glicosuria
La glicosuria (pronuncia corretta: /ɡlikoˈzurja/; pronuncia accettabile: /ɡlikozuˈria/), o mellituria, è la presenza nelle urine di zuccheri: glucosio, galattosio, fruttosio, lattosio e i pentosi.
I glucidi vengono filtrati nei reni attraverso i glomeruli e riassorbiti lungo tutto il tubulo prossimale.
In caso di iperglicemia, cioè di livelli sierici di glucosio aumentati (come nel diabete mellito), la capacità di riassorbimento del tubulo può risultare insufficiente, e si avrà glicosuria.
Tale fenomeno è solitamente riconducibile alla natura del riassorbimento del glucosio a livello della prima metà del tubulo prossimale, affidato al trasportatore SGLT-2, un sinporto sodio-glucosio posto sulla membrana luminale della cellula tubulare.
Tale meccanismo si dice essere limitato dal trasporto tubulare massimo (Tm), ovvero relato direttamente con il carico filtrato della sostanza in esame (in questo caso, il glucosio). Nello specifico, il Tm inerente a questo processo è di circa 375 mg/min, riscontrabile a livello tubulare qualora il soggetto in esame presenti una glicemia di 300 mg/100 mlplasma (la cosiddetta soglia teorica renale, teorica in quanto riscontriamo glicosuria già con livelli glicemici di 200 mg/100 mlplasma, appunto la soglia renale reale).
Altre cause di glicosuria possono riguardare danni primitivi al tubulo.